# Baojun Yunduo
La Baojun Yunduo, chiamata anche Baojun EQ100 o Baojun Cloud, è un'autovettura elettrica prodotta dalla casa automobilistica cinese Baojun dalla metà del 2023.

## Descrizione

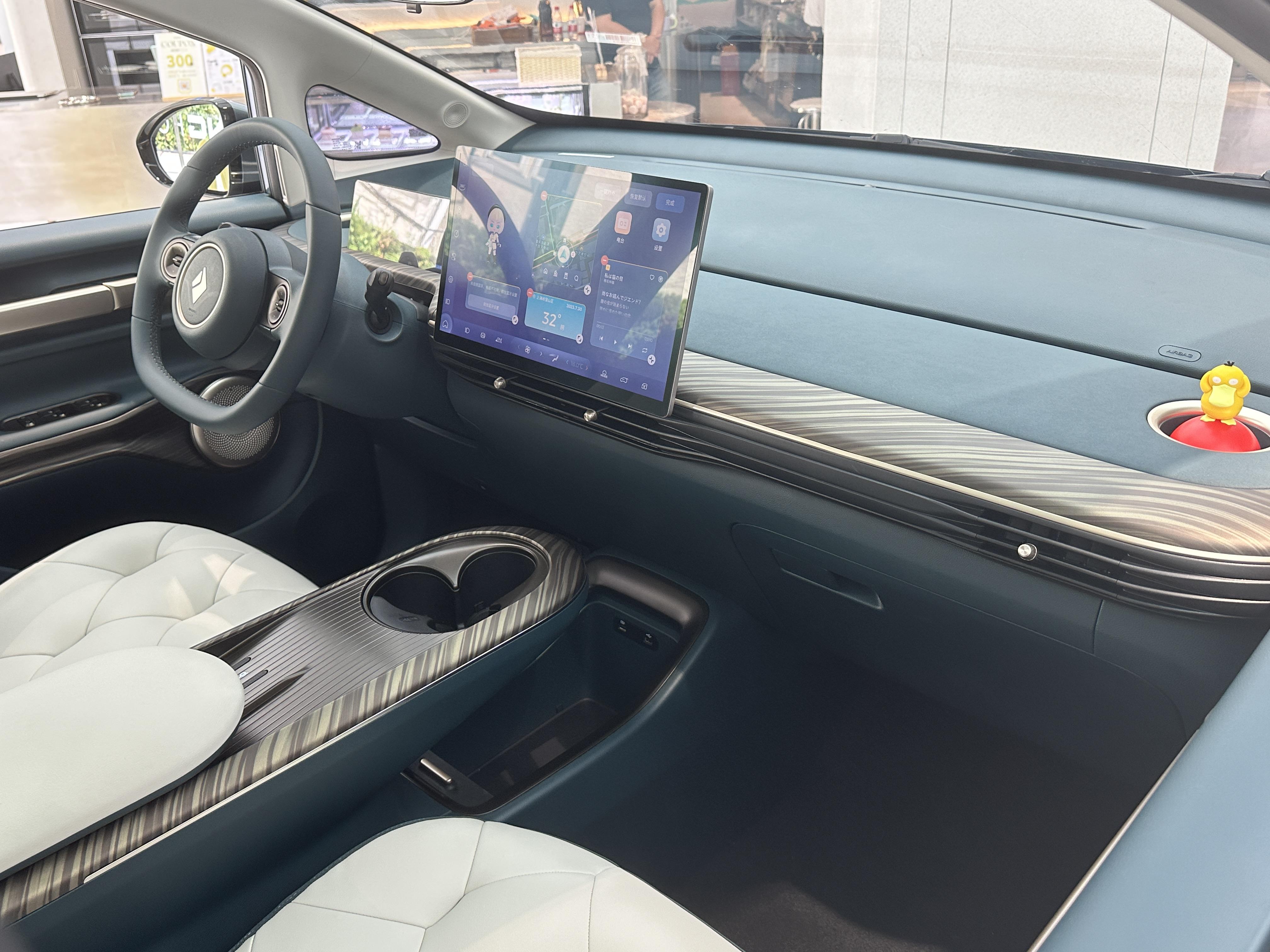
Interni

La Yunduo, sviluppata inizialmente con il nome in codice EQ100, è stata presentata nel maggio 2023. Caratterizzata per la carrozzeria con proporzioni da monovolume, è dotato di un pacchetto di sistemi di sicurezza ADAS fornito dal produttore di droni DJI, che già rifornisce di componentistica ad altri modelli Baojun.
Lo Yunduo è alimentata da un unico motore elettrico che produce una potenza massima di 100 kW (136 CV). La velocità massima è limitata a 150 km/h (93 mph). La vettura utilizzata una batteria al litio-ferro fosfato (LFP) prodotta dalla Liuzhou Huating New Energy Technology con una capacità di 37,9 o 50,6 kWh. La batteria adotta un sistema di gestione termica con raffreddamento a liquido e può essere caricata dal 30% all'80% in circa mezz'ora.